# Mycosphaerella quasicercospora
Mycosphaerella quasicercospora är en svampart som beskrevs av Crous & T.A. Cout. 2006. Mycosphaerella quasicercospora ingår i släktet Mycosphaerella och familjen Mycosphaerellaceae.   Inga underarter finns listade i Catalogue of Life.